# 4. julij
4. julij je 185. dan leta (186. v prestopnih letih) v gregorijanskem koledarju. Ostaja še 180 dni.

## Dogodki
- 993 – Ulrik iz Augsburga beatificiran v svetnika
- 1054 – Kitajci in Indijanci opazujejo supernovo pri zvezdi ζ Bika (Tauri); triindvajset dni je svetila dovolj močno, da so jo videli tudi podnevi; njeni ostanki so tvorili Rakovico (M 1), v njenem središču pa je nastal pulzar
- 1187 – v Hattinski bitki Saladin premaga vojsko križarskih držav
- 1569 – z združitvijo Kraljevine Poljske in Velike litovske kneževine nastane Republika obeh narodov
- 1776 – ZDA razglasijo neodvisnost
- 1802 – odprtje vojaške akademije v West Pointu
- 1803 – javno oznanjen ameriški nakup Lousiane od Francije
- 1810 – guverner Ilirskih provinc Auguste Marmont z odlokom uvede pouk v slovenščini
- 1826 – ob 50. obletnici ameriške neodvisnosti umreta John Adams in Thomas Jefferson
- 1837 – odprta Grand Junction Railway med Birminghamom in Liverpoolom, prva železniška proga na dolge razdalje
- 1838 – organiziran teritorij Iowa
- 1848 – začne izhajati prvi slovenski politični časopis Slovenija
- 1855 – izide prva izdaja Whitmanovih Travnih bilk
- 1859 – pri Magenti se francosko-piemontske čete spopadejo z avstrijskimi
- 1863 – po 47-dnevnem obleganju vojska ameriškega severa zasede mesto Vicksburg (Misisipi)
- 1894 – Sanford Dole razglasi Republiko Havaji
- 1910 – zmaga temnopoltega boksarja Jacka Johnsona nad belcem Jamesom Jeffriesom povzroči rasne nemire v ZDA
- 1918 – Mehmed VI. postane turški sultan
- 1940 – Italija napade Sudan
- 1941 –
  - CK KPJ sklene začeti vstajo; v spomin na to se je v nekdanji SFRJ praznoval dan borca
  - nacisti v Lvovu izvedejo množični umor poljskih pisateljev in znanstvenikov
- 1942 – ameriško vojno letalstvo prvič bombardira Tretji rajh
- 1945 – zahodni zavezniki in ZSSR priznajo Avstrijo
- 1946 – Filipinom priznana neodvisnost
- 1950 – odajati začne radio Svobodna Evropa
- 1966 – Lyndon Johnson podpiše zakon o svobodi informacij
- 1970 – Tonga postane neodvisna država
- 1976 – izraelski komandosi v Entebbeju (Uganda) osvobodijo večino potnikov in članov posadke iz francoskega letala, ki ga ugrabijo pro-palestinski ugrabitelji
- 1987 – francosko sodišče obsodi Klausa Barbieja na dosmrtno zaporno kazen
- 1989 – v Belgiji strmoglavi Sovjetsko letalo Mig-23 potem ko je to brez pilota priletelo s Poljske, v nesreči umre osemnajstletni najstnik
- 1991 – s posredovanjem Evropske unije se vzpostavi premirje v vojni za Slovenijo
- 1997 – na Marsu pristane sonda Pathfinder
- 2002 – 25 ljudi izgubi življenje ob strmoglavljenju tovornega Boeinga 707 v Banguiju (Srednjeafriška republika)

## Rojstva
- 1095 – Usama ibn Munkid, arabski pesnik in kronist († 1188)
- 1281 – Rudolf I. Habsburški, kralj Češke, vojvoda Avstrije in Štajerske (III.) († 1307)
- 1330 – Ašikaga Jošiakira, japonski šogun († 1367)
- 1477 – Johannes Turmair Aventinus, nemški humanist, zgodovinar († 1534)
- 1546 – Murat III., turški sultan († 1595)
- 1694 – Louis-Claude Daquin, francoski skladatelj († 1772)
- 1790 – sir George Everest, valižanski geodet († 1866)
- 1799 – Oskar I., švedsko-norveški kralj († 1859)
- 1804 – Nathaniel Hawthorne, ameriški pisatelj († 1864)
- 1807 – Giuseppe Garibaldi, italijanski domoljub, revolucionar († 1882)
- 1826 – Stephen Collins Foster, ameriški skladatelj († 1864)
- 1834 – Christopher Dresser, britanski oblikovalec († 1904)
- 1842 – Hermann Cohen, nemški judovski filozof († 1904)
- 1846 – Fran Levec, slovenski književni zgodovinar, kritik, urednik († 1916)
- 1872 – John Calvin Coolidge mlajši, ameriški predsednik († 1933)
- 1894 – Ciril Ličar, slovenski pianist in glasbeni pedagog († 1957)
- 1902 – Meyer Lansky, ameriški gangster judovskega rodu († 1983)
- 1917 – Manuel Laureano Rodríguez Sánchez - Manolete, španski bikoborec († 1947)
- 1925 – Ciril Zlobec, slovenski pesnik, prevajalec, publicist († 2018)
- 1937 –
  - Thomas Nagel, ameriški filozof
  - Sonja, norveška kraljica
- 1941 – Tomaž Šalamun, slovenski pesnik in prevajalec († 2014)
- 1946 – Ron Kovic, ameriški marinec, mirovni aktivist, pisatelj
- 1970 – Tony Vidmar, avstralski nogometaš slovenskega rodu
- 1972 – Tomio Okamura, češko-japonski politik
- 1995 – Johann André Forfang, norveški smučarski skakalec

## Smrti
- 965 – Benedikt V., papež (* ?)
- 973 – Sveti Urh, bavarski svetnik (* 890)
- 1187 –
  - Rejnald Chatillionski, antiohijski knez, baron Transjordanije (* 1125)
  - Rufinus, škof Akona
  - Nikazij Sicilski, vitez hospitalec, svetnik (* 1135)
- 1205 – Oton II., brandenburški mejni grof (* 1147)
- 1296 – Konrad von Feuchtwangen, veliki mojster vitezov križnikov (* 1230)
- 1306 – Rudolf I., kralj Češke, vojvoda Avstrije in Štajerske (III.) (* 1281)
- 1308 – Eberhard II., grof Marke (* 1255)
- 1336 –
  - Elizabeta Aragonska, portugalska kraljica, redovnica, svetnica (* 1271)
  - Kusunoki Masašige, japonski samuraj (* 1294)
- 1546 – Hajredin Barbarosa, veliki admiral osmanske flota (* okoli 1478)
- 1598 – Abraham Ortelius, belgijski (flamski) kartograf (* 1527)
- 1669 – Antonio Escobar y Mendoza, španski jezuit, teolog (* 1589)
- 1821 – Richard Cosway, angleški slikar (* 1742)
- 1826 –
  - John Adams, ameriški predsednik (* 1735)
  - Thomas Jefferson, ameriški državnik, predsednik (* 1743)
- 1831 – James Monroe, ameriški predsednik (* 1758)
- 1840 – Karl Ferdinand von Gräfe, nemški kirurg (* 1787)
- 1848 – François-René de Chateaubriand, francoski pisatelj (* 1768)
- 1901 –
  - Peter Guthrie Tait, škotski fizik, matematik (* 1831)
  - Johannes Schmidt, nemški jezikoslovec (* 1843)
- 1902 –
  - Hervé-Auguste-Etienne-Albans Faye, francoski astronom (* 1814)
  - Swami Vivekananda, indijski guru, filozof vedantin (* 1863)
- 1931 – Buddie Petit, ameriški jazzovski glasbenik (* okoli 1890)
- 1934 – Marie Skłodowska-Curie, poljsko-francoska fizičarka, kemičarka, nobelovka 1903, 1911 (* 1867)
- 1943 – Władysław Eugeniusz Sikorski, poljski general, politik (* 1881)
- 1948 – Richard Teschner, avstrijski lutkar (* 1879)
- 1970 – Barnett Newman, ameriški slikar judovskega rodu (* 1905)
- 1971 – August William Derleth, ameriški pisatelj (* 1909)
- 2002 – Laurent Schwartz, francoski matematik (* 1915)
- 2003 – Barry White, ameriški soul glasbenik (* 1944)
- 2004 – Andrijan Grigorjevič Nikolajev, ruski kozmonavt (* 1929)
- 2011 – Otto von Habsburg, avstrijsko-nemški pisatelj, publicist in politik (*1912)

## Prazniki in obredi
- ZDA - dan neodvisnosti
- dan filipinsko-ameriškega prijateljstva
- SFRJ - dan borca